# Оса (село)
Оса́ — село в Україні, у Ковельському районі Волинської області. Входить до складу Турійської селищної громади. Населення становить 249 осіб.

## Географія
Село розташоване на правому березі річки Турії.

## Історія
У 1906 році село Турійської волості Ковельського повіту Волинської губернії. Відстань від повітового міста 32 верст, від волості 18. Дворів 23, мешканців 157.
12 червня 2020 року, відповідно до розпорядження Кабінету Міністрів України № 708-р «Про визначення адміністративних центрів та затвердження територій територіальних громад Волинської області», увійшло до складу Турійської селищної територіальної громади.
19 липня 2020 року, в результаті адміністративно-територіальної реформи та ліквідації Турійського району, село увійшло до новоутвореного Ковельського району. 
7 лютого 2023 року архієпископ Матфей у приміщенні єпархіального управління зустрівся з парафіянами Свято-Михайлівського храму села Оса, які під час зборів ухвалили рішення про перехід з УПЦ у Православну церкву України. Архієрей задовольнив їхнє прохання.

## Населення
Згідно з переписом УРСР 1989 року чисельність наявного населення села становила 260 осіб, з яких 115 чоловіків та 145 жінок.
За переписом населення України 2001 року в селі мешкало 248 осіб.

### Мова
Розподіл населення за рідною мовою за даними перепису 2001 року:
| Мова       | Відсоток |
| ---------- | -------- |
| українська | 99,20 %  |
| російська  | 0,80 %   |

## Пам'ятки
- Загальнозоологічний заказник місцевого значення «Осівський»
- Михайлівська церква